# Рейнольдс-Моретон, Генри, 2-й граф Дюси
Генри Джордж Фрэнсис Рейнольдс-Моретон, 2-й граф Дюси (англ. Henry George Francis Reynolds-Moreton, 2nd Earl of Ducie; 8 мая 1802 — 2 июня 1853) — британский политик-виг, земледелец и скотовод. Он был известен как Достопочтенный Генри Рейнольдс-Моретон с 1808 по 1837 год и лорд Моретон с 1837 по 1840 год.

## Ранняя жизнь
Родился 8 мая 1802 года. Старший сын Томаса Рейнольдса-Моретона, 1-го графа Дюси (1776—1840), и его жены леди Фрэнсис Герберт (1782—1830), дочери Генри Герберта, 1-го графа Карнарвона. Он получил образование в Итонсколм колледже.

## Карьера
Лорд Моретон был избран в Палату общин от Глостершира в 1831 году и занимал это место до следующего года, когда округ был упразднен, а затем представлял Восточный Глостершир до 1835 года. После вступления в Палату лордов после смерти своего отца в 1840 году он служил в вигской администрации лорда Рассела в качестве лорда в ожидании (правительственный кнут в Палате лордов) с 1846 по 1847 год, когда он ушёл в отставку. В парламенте он приобрел репутацию сторонника свободной торговли. Он поддержал отмену хлебных законов, и, как земледелец, его взгляды имели влияние.
В 1848—1853 годах для Дюси был построен новый Тортворт-Корт в стиле Тюдоров по проекту архитектора Сэмюэля Сандерса Теулона.
Несмотря на свою политическую карьеру, граф Дюси лучше всего помнят как ведущего земледельца и заводчика шортгорнов. С 1851 по 1852 год он был президентом Королевского сельскохозяйственного общества. Продажа его знаменитых шортгорнов вскоре после его смерти в 1853 году принесла 9000 фунтов стерлингов.
Он был видным членом Евангелического альянса.

## Семья
29 июня 1826 года лорд Дюси женился на достопочтенной Элизабет Даттон (19 февраля 1807 — 15 марта 1865), дочери Джона Даттона, 2-го барона Шерборна и Мэри Легг. У них было одиннадцать сыновей и четыре дочери:
- Леди Элис Рейнольдс-Моретон (? — 22 декабря 1922)
- Леди Джорджина Мэри Луиза Рейнольдс-Моретон (? — 20 октября 1867)
- Леди Эвелин Рейнольдс-Моретон (? — 15 января 1945)
- Генри Джон Рейнольдс-Моретон, 3-й граф Дюси (25 июня 1827 — 28 октября 1921)
- Достопочтенный Герберт Огастес Рейнольдс-Моретон (13 июля 1828 — 10 апреля 1863)
- Достопочтенный Элджернон Томас Рейнольдс-Моретон (10 августа 1829 — 18 января 1880)
- Беркли Бэзил Моретон, 4-й граф Дюси (18 июля 1834 — 7 августа 1924)
- Капитан достопочтенный Рейнольдс Рейнольдс-Моретон (21 декабря 1835 — 19 июня 1919)
- Достопочтенный Говард Рейнольдс-Моретон (14 марта 1837 — 24 ноября 1856)
- Лейтенант Достопочтенный Уиндем Перси Рейнольдс-Моретон (10 мая 1839 — 29 июля 1877)
- Достопочтенный Сеймур Рейнольдс-Моретон (1 марта 1841 — 8 апреля 1905)
- Леди Элеонора Рейнольдс-Моретон (1845 — 1 февраля 1925)
- Достопочтенный Сэр Ричард Чарльз Рейнольдс-Моретон (21 января 1846 — 2 марта 1928)
- Достопочтенный Мэтью Генри Рейнольдс-Моретон (4 августа 1847 — 17 марта 1909).

## Дальнейшая жизнь
Он умер 2 июня 1853 года в своем доме, Тортворт-Корт, Уитфилд, Глостершир, в возрасте 51 года, и ему наследовал графство его старший сын Генри. Его жена, графиня Дюси, умерла в 1865 году. Поскольку его сын Генри умер в октябре 1921 года, не оставив живого сына, графство перешло к другому сыну лорда Дюси Беркли, который иммигрировал в Квинсленд, Австралия.

## Наследие
«Культиватор Дюси», обычно приписываемый ему, на самом деле считается изобретенным менеджерами его металлургического завода в Улее.